# Ágoston von Trefort

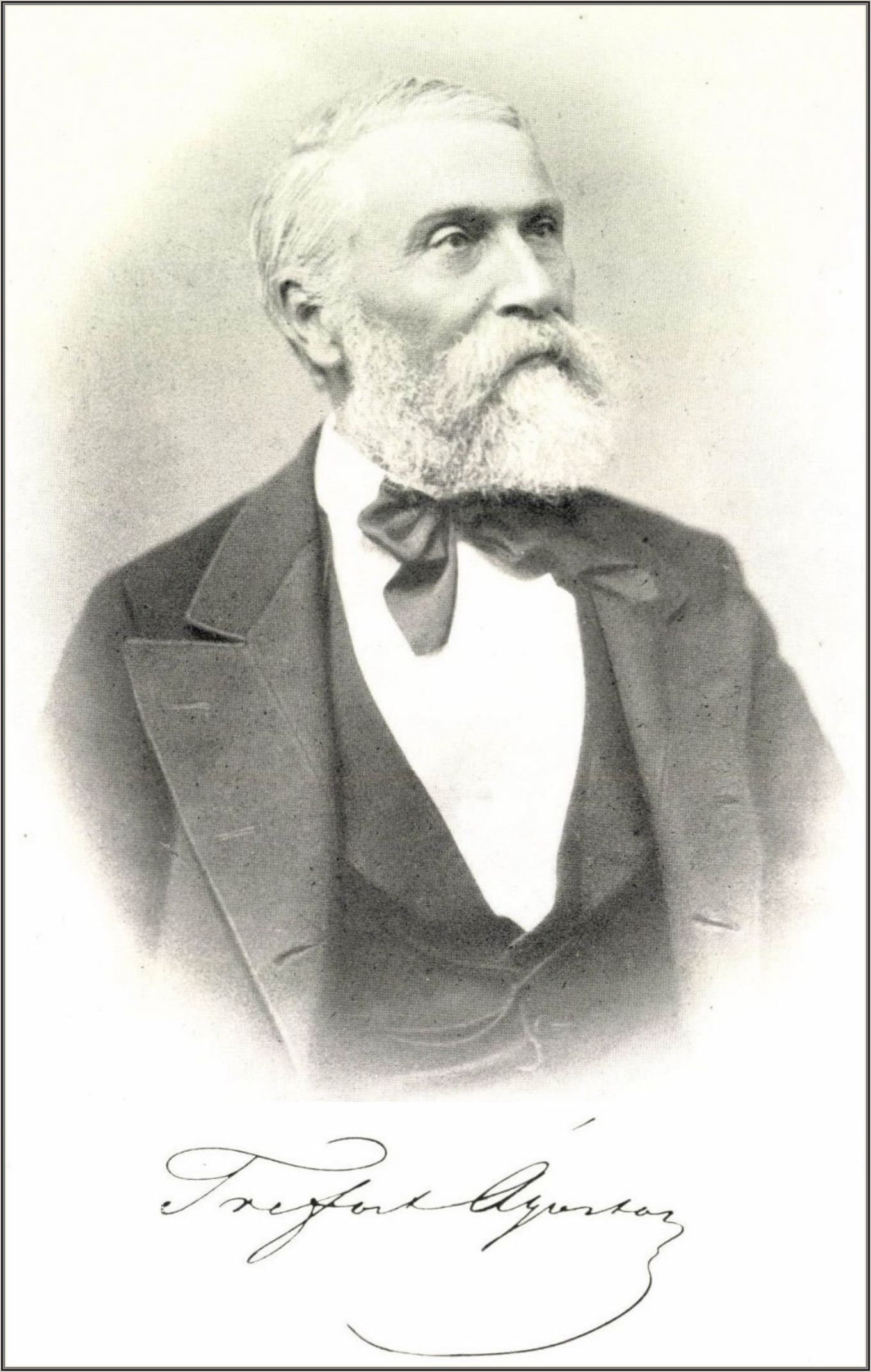
Ágoston von Trefort

Ágoston (August) Trefort, seit 1881 Ritter von Trefort (* 7. Februar 1817 in Homenau, Komitat Semplin; † 22. August 1888 in Budapest) war ein bedeutender ungarischer Politiker, Wissenschaftler und Publizist. Er war mehrfach Minister, modernisierte das Bildungswesen in Ungarn und war Präsident der Ungarischen Akademie der Wissenschaften. 

## Leben
Trefort stammte aus einer bürgerlichen Familie und war Enkel eines aus Wallonien nach Ungarn eingewanderten Arztes. Nach dem Besuch des Gymnasiums in Eperies und Sátoraljaújhely studierte er in den Jahren 1833 bis 1836 Jura in Pest. In den Jahren 1836/37 unternahm er eine längere Reise durch die Länder Westeuropas und erkannte die Notwendigkeit das feudale System in Ungarn zu reformieren. Zurück in Ungarn widmete er sich der Wissenschaft und verfasste volkswirtschaftliche und sozialpolitische Studien. 1843 wurde er als Abgeordneter für Altsohl in den ungarischen Landtag gewählt und wurde Mitglied im Handelsausschuss. Nach Ausbruch des ungarischen Unabhängigkeitskriegs 1848 wurde er im Kabinett Batthyány Staatssekretär im Minister für Landwirtschaft, Industrie und Handel unter Gábor Klauzál. Da er aber die Forderungen für einen gesellschaftlichen Wandel friedlich erreichen wollte, emigrierte er zusammen mit József Eötvös über Wien nach München. 
Erst 1850 kehrte er wieder nach Ungarn zurück und lebte zurückgezogen auf seinem Landgut im Komitat Békés. 1861 wurde er Vizegespan von Békes und erneut Landtagsabgeordneter. Er gehörte dort der Partei von Ferenc Deák an und war Teil der ungarischen Delegation, die den Österreichisch-Ungarischen Ausgleich aushandelte. 1872 wurde er Reichstagsabgeordneter für Sopron und übernahm im selben Jahr das Ministerium für Unterricht und Kultus, welches er bis zu seinem Tod 1888 ausübte. In seine Amtszeit fällt die Schaffung eines modernen Unterrichtswesens, der Gründung der Technischen Universität (1871) und der Musikakademie (1875) in Budapest, sowie der Universität (1872) in Klausenburg, welche die zweite des Landes war. Nachdem er bereits 1841 Mitglied der Ungarischen Akademie der Wissenschaften geworden war, ernannte man ihn 1885 zum Präsidenten der Akademie.

## Ehrungen
- Nach Ágoston Trefort ist eine Straße im Budapester Stadtbezirk Józsefváros benannt. In dieser Straße trägt eine Schule den Titel ELTE Trefort Ágoston Gyakorló Gimnázium.
- 1881 verlieh ihm König Franz Joseph I. den Orden der Eisernen Krone I. Klasse. Damit war eine Erhebung in den Adelsstand verbunden.